# Major League Baseball 1981

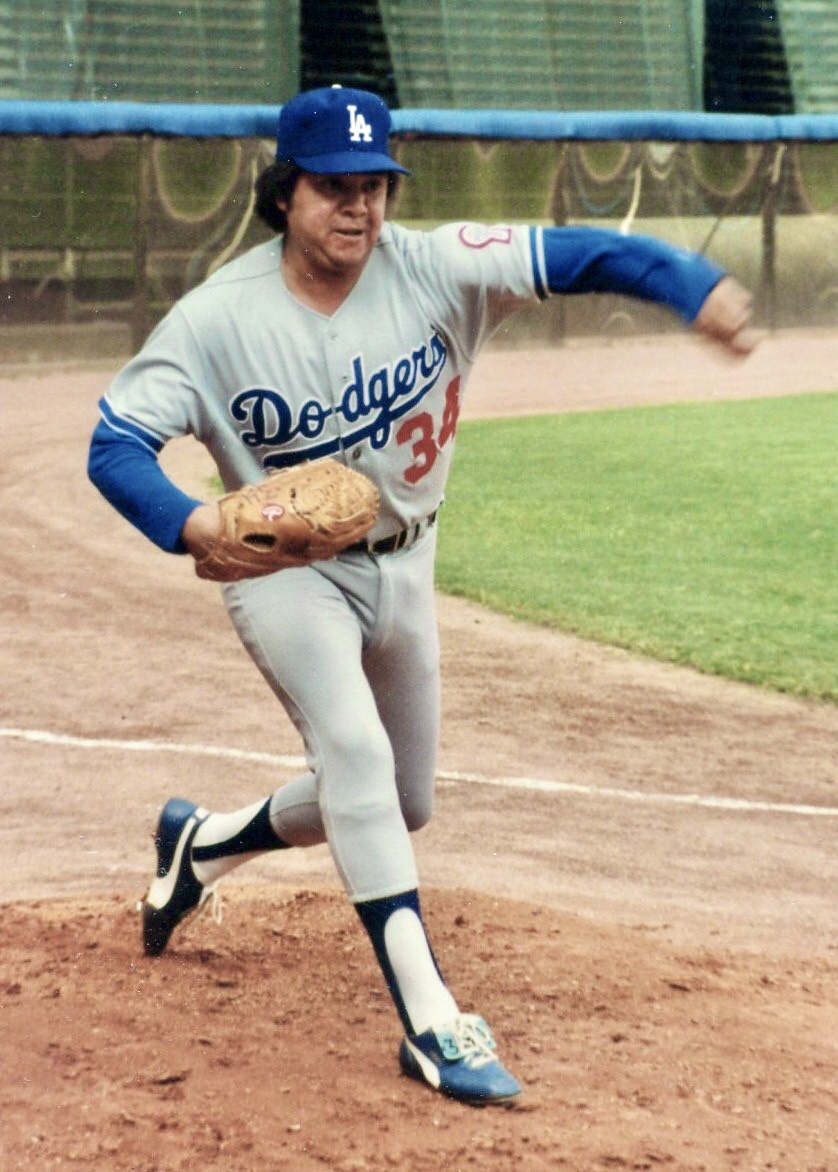
Fernando Valenzuela dei Los Angeles Dodgers, Rookie of the year della National League nel 1981.

A causa di uno sciopero dei giocatori nel mezzo della stagione questa fu divisa in due parti; i campioni delle due metà di ciascuna delle due leghe si affrontarono tra loro in una serie al meglio delle 5 partire per determinare i partecipanti alle championship series.
L'All Star-Game si disputò il 9 agosto al Cleveland Stadium e vide imporsi la selezione della National League per 5-4.
Le World Series si disputarono dal 20 al 28 ottobre e furono vinte, per la quinta volta nella loro storia, dai Los Angeles Dodgers.

## Regular Season

### American League

#### East Division
Prima parte
| # | Squadra           | Vittorie | Sconfitte | Perc. | Diff. |
| - | ----------------- | -------- | --------- | ----- | ----- |
| 1 | New York Yankees  | 34       | 22        | .607  | -     |
| 2 | Baltimore Orioles | 31       | 23        | .574  | 2.0   |
| 3 | Milwaukee Brewers | 31       | 25        | .554  | 3.0   |
| 4 | Detroit Tigers    | 31       | 26        | .544  | 3.5   |
| 5 | Boston Red Sox    | 30       | 26        | .536  | 4.0   |
| 6 | Cleveland Indians | 26       | 24        | .520  | 5.0   |
| 7 | Toronto Blue Jays | 16       | 42        | .276  | 19.0  |

Seconda parte
| # | Squadra           | Vittorie | Sconfitte | Perc. | Diff. |
| - | ----------------- | -------- | --------- | ----- | ----- |
| 1 | Milwaukee Brewers | 31       | 22        | .585  | -     |
| 2 | Boston Red Sox    | 29       | 23        | .558  | 1.5   |
| 2 | Detroit Tigers    | 29       | 23        | .558  | 1.5   |
| 4 | Baltimore Orioles | 28       | 23        | .549  | 2.0   |
| 5 | Cleveland Indians | 26       | 27        | .491  | 5.0   |
| 6 | New York Yankees  | 25       | 26        | .490  | 5.0   |
| 7 | Toronto Blue Jays | 21       | 27        | .438  | 7.5   |

#### West Division
Prima parte
| # | Squadra            | Vittorie | Sconfitte | Perc. | Diff. |
| - | ------------------ | -------- | --------- | ----- | ----- |
| 1 | Oakland Athletics  | 37       | 23        | .617  | -     |
| 2 | Texas Rangers      | 33       | 22        | .600  | 1.5   |
| 3 | Chicago White Sox  | 31       | 22        | .585  | 2.5   |
| 4 | California Angels  | 31       | 29        | .517  | 6.0   |
| 5 | Kansas City Royals | 20       | 30        | .400  | 12.0  |
| 6 | Seattle Mariners   | 21       | 36        | .368  | 14.5  |
| 7 | Minnesota Twins    | 17       | 39        | .304  | 18.0  |

Seconda parte
| # | Squadra            | Vittorie | Sconfitte | Perc. | Diff. |
| - | ------------------ | -------- | --------- | ----- | ----- |
| 1 | Kansas City Royals | 30       | 23        | .566  | -     |
| 2 | Oakland Athletics  | 27       | 22        | .551  | 1.0   |
| 3 | Texas Rangers      | 24       | 26        | .480  | 4.5   |
| 4 | Minnesota Twins    | 24       | 29        | .453  | 6.0   |
| 5 | Seattle Mariners   | 23       | 29        | .442  | 6.5   |
| 6 | Chicago White Sox  | 23       | 30        | .434  | 7.0   |
| 7 | California Angels  | 20       | 30        | .400  | 8.5   |

### National League

#### East Division
Prima parte
| # | Squadra               | Vittorie | Sconfitte | Perc. | Diff. |
| - | --------------------- | -------- | --------- | ----- | ----- |
| 1 | Philadelphia Phillies | 34       | 21        | .618  | -     |
| 2 | St. Louis Cardinals   | 30       | 20        | .600  | 1.5   |
| 3 | Montreal Expos        | 30       | 25        | .545  | 4.0   |
| 4 | Pittsburgh Pirates    | 25       | 23        | .521  | 5.5   |
| 5 | New York Mets         | 17       | 34        | .333  | 15.0  |
| 6 | Chicago Cubs          | 15       | 37        | .288  | 17.5  |

Seconda parte
| # | Squadra               | Vittorie | Sconfitte | Perc. | Diff. |
| - | --------------------- | -------- | --------- | ----- | ----- |
| 1 | Montreal Expos        | 30       | 23        | .566  | -     |
| 2 | St. Louis Cardinals   | 29       | 23        | .558  | 0.5   |
| 3 | Philadelphia Phillies | 25       | 27        | .481  | 4.5   |
| 4 | New York Mets         | 24       | 28        | .462  | 5.5   |
| 5 | Chicago Cubs          | 23       | 28        | .451  | 6.0   |
| 6 | Pittsburgh Pirates    | 21       | 33        | .389  | 9.5   |

#### West Division
Prima parte
| # | Squadra              | Vittorie | Sconfitte | Perc. | Diff. |
| - | -------------------- | -------- | --------- | ----- | ----- |
| 1 | Los Angeles Dodgers  | 36       | 21        | .632  | -     |
| 2 | Cincinnati Reds      | 35       | 21        | .625  | 0.5   |
| 3 | Houston Astros       | 28       | 29        | .491  | 8.0   |
| 4 | Atlanta Braves       | 25       | 29        | .463  | 9.5   |
| 5 | San Francisco Giants | 27       | 32        | .458  | 10.0  |
| 6 | San Diego Padres     | 23       | 33        | .411  | 12.5  |

Seconda parte
| # | Squadra              | Vittorie | Sconfitte | Perc. | Diff. |
| - | -------------------- | -------- | --------- | ----- | ----- |
| 1 | Houston Astros       | 33       | 20        | .623  | -     |
| 2 | Cincinnati Reds      | 31       | 21        | .596  | 1.5   |
| 3 | San Francisco Giants | 29       | 23        | .558  | 3.5   |
| 4 | Los Angeles Dodgers  | 27       | 26        | .509  | 6.0   |
| 5 | Atlanta Braves       | 25       | 27        | .481  | 7.5   |
| 6 | San Diego Padres     | 18       | 36        | .333  | 15.5  |

### Record Individuali

#### American League
| Stat. | Giocatore        | Squadra           | Totale |
| ----- | ---------------- | ----------------- | ------ |
| AVG   | Carney Lansford  | Boston Red Sox    | .336   |
| HR    | Bobby Grich      | California Angels | 22     |
| HR    | Eddie Murray     | Baltimore Orioles | 22     |
| HR    | Dwight Evans     | Boston Red Sox    | 22     |
| HR    | Tony Armas       | Oakland Athletics | 22     |
| RBI   | Eddie Murray     | Baltimore Orioles | 78     |
| R     | Rickey Henderson | Oakland Athletics | 89     |
| H     | Rickey Henderson | Oakland Athletics | 135    |
| SB    | Rickey Henderson | Oakland Athletics | 56     |

| Stat. | Giocatore       | Squadra                              | Totale |
| ----- | --------------- | ------------------------------------ | ------ |
| W     | Jack Morris     | Detroit Tigers                       | 14     |
| W     | Pete Vuckovich  | Milwaukee Brewers                    | 14     |
| W     | Dennis Martinez | Baltimore Orioles                    | 14     |
| W     | Steve McCatty   | Oakland Athletics                    | 14     |
| L     | Luis Leal       | Toronto Blue Jays                    | 13     |
| L     | Juan Berenguer  | Kansas City Royals Toronto Blue Jays | 13     |
| L     | Jerry Koosman   | Minnesota Twins Chicago White Sox    | 13     |
| ERA   | Dave Righetti   | New York Yankees                     | 2.05   |
| K     | Len Barker      | Cleveland Indians                    | 127    |
| IP    | Dennis Leonard  | Kansas City Royals                   | 201⅔   |
| SV    | Rollie Fingers  | Milwaukee Brewers                    | 28     |

#### National League
| Stat. | Giocatore    | Squadra               | Totale |
| ----- | ------------ | --------------------- | ------ |
| AVG   | Bill Madlock | Pittsburgh Pirates    | .341   |
| HR    | Mike Schmidt | Philadelphia Phillies | 31     |
| RBI   | Mike Schmidt | Philadelphia Phillies | 91     |
| R     | Mike Schmidt | Philadelphia Phillies | 78     |
| H     | Pete Rose    | Philadelphia Phillies | 140    |
| SB    | Tim Raines   | Montreal Expos        | 71     |

| Stat. | Giocatore           | Squadra             | Totale |
| ----- | ------------------- | ------------------- | ------ |
| W     | Tom Seaver          | Cincinnati Reds     | 14     |
| L     | Steve Mura          | San Diego Padres    | 14     |
| L     | Pat Zachry          | New York Mets       | 14     |
| ERA   | Nolan Ryan          | Houston Astros      | 1.70   |
| K     | Fernando Valenzuela | Los Angeles Dodgers | 180    |
| IP    | Fernando Valenzuela | Los Angeles Dodgers | 192⅓   |
| SV    | Bruce Sutter        | St. Louis Cardinals | 25     |

## Post Season
|  | Division Series | Division Series       | Division Series     |                     |                     | League Championship Series | League Championship Series | League Championship Series |  |  | World Series | World Series     | World Series |
|  |                 |                       |                     |                     |                     |                            |                            |                            |  |  |              |                  |              |
|  | E1              | New York Yankees      | 3                   |                     |                     |                            |                            |                            |  |  |              |                  |              |
|  | E2              | Milwaukee Brewers     | 2                   |                     |                     |                            |                            |                            |  |  |              |                  |              |
|  | E2              | Milwaukee Brewers     | 2                   |                     | E                   | New York Yankees           | 3                          |                            |  |  |              |                  |              |
|  |                 |                       |                     |                     | E                   | New York Yankees           | 3                          |                            |  |  |              |                  |              |
|  |                 | W                     | Oakland Athletics   | 0                   |                     |                            |                            |                            |  |  |              |                  |              |
|  | W1              | W                     | Oakland Athletics   | 0                   | Oakland Athletics   | 3                          |                            |                            |  |  |              |                  |              |
|  | W1              |                       |                     |                     | Oakland Athletics   | 3                          |                            |                            |  |  |              |                  |              |
|  | W2              | Kansas City Royals    | 0                   |                     |                     |                            |                            |                            |  |  |              |                  |              |
|  |                 |                       |                     |                     |                     |                            |                            |                            |  |  | AL           | New York Yankees | 2            |
|  |                 |                       | NL                  | Los Angeles Dodgers | 4                   |                            |                            |                            |  |  |              |                  |              |
|  | E1              | Philadelphia Phillies | 2                   |                     |                     |                            |                            |                            |  |  |              |                  |              |
|  | E2              | Montreal Expos        | 3                   |                     |                     |                            |                            |                            |  |  |              |                  |              |
|  | E2              | Montreal Expos        | 3                   |                     | E                   | Montreal Expos             | 2                          |                            |  |  |              |                  |              |
|  |                 |                       |                     |                     | E                   | Montreal Expos             | 2                          |                            |  |  |              |                  |              |
|  |                 | W                     | Los Angeles Dodgers | 3                   |                     |                            |                            |                            |  |  |              |                  |              |
|  | W1              | W                     | Los Angeles Dodgers | 3                   | Los Angeles Dodgers | 3                          |                            |                            |  |  |              |                  |              |
|  | W1              |                       |                     |                     | Los Angeles Dodgers | 3                          |                            |                            |  |  |              |                  |              |
|  | W2              | Houston Astros        | 2                   |                     |                     |                            |                            |                            |  |  |              |                  |              |

### Division Series
American League
| Data                                  | Squadra di casa   | Squadra ospite    | Ris.  |
| ------------------------------------- | ----------------- | ----------------- | ----- |
| 07/10                                 | Milwaukee Brewers | New York Yankees  | 3 - 5 |
| 08/10                                 | Milwaukee Brewers | New York Yankees  | 0 - 3 |
| 09/10                                 | New York Yankees  | Milwaukee Brewers | 3 - 5 |
| 10/10                                 | New York Yankees  | Milwaukee Brewers | 1 - 2 |
| 11/10                                 | New York Yankees  | Milwaukee Brewers | 7 - 3 |
| New York Yankees vincono la serie 3-2 |                   |                   |       |

| Data                                   | Squadra di casa    | Squadra ospite     | Ris.  |
| -------------------------------------- | ------------------ | ------------------ | ----- |
| 06/10                                  | Kansas City Royals | Oakland Athletics  | 0 - 4 |
| 07/10                                  | Kansas City Royals | Oakland Athletics  | 1 - 2 |
| 09/10                                  | Oakland Athletics  | Kansas City Royals | 4 - 1 |
| Oakland Athletics vincono la serie 3-0 |                    |                    |       |

National League
| Data                                | Squadra di casa       | Squadra ospite        | Ris.  |
| ----------------------------------- | --------------------- | --------------------- | ----- |
| 07/10                               | Montreal Expos        | Philadelphia Phillies | 3 - 1 |
| 08/10                               | Montreal Expos        | Philadelphia Phillies | 3 - 1 |
| 09/10                               | Philadelphia Phillies | Montreal Expos        | 6 - 2 |
| 10/10                               | Philadelphia Phillies | Montreal Expos        | 6 - 5 |
| 11/10                               | Philadelphia Phillies | Montreal Expos        | 0 - 3 |
| Montreal Expos vincono la serie 3-2 |                       |                       |       |

| Data                                     | Squadra di casa     | Squadra ospite      | Ris.  |
| ---------------------------------------- | ------------------- | ------------------- | ----- |
| 06/10                                    | Houston Astros      | Los Angeles Dodgers | 3 - 1 |
| 07/10                                    | Houston Astros      | Los Angeles Dodgers | 1 - 0 |
| 09/10                                    | Los Angeles Dodgers | Houston Astros      | 6 - 1 |
| 10/10                                    | Los Angeles Dodgers | Houston Astros      | 2 - 1 |
| 11/10                                    | Los Angeles Dodgers | Houston Astros      | 4 - 0 |
| Los Angeles Dodgers vincono la serie 3-2 |                     |                     |       |

### League Championship Series
American League
| Data                                  | Squadra di casa   | Squadra ospite    | Ris.   |
| ------------------------------------- | ----------------- | ----------------- | ------ |
| 13/10                                 | New York Yankees  | Oakland Athletics | 3 - 1  |
| 14/10                                 | New York Yankees  | Oakland Athletics | 13 - 3 |
| 15/10                                 | Oakland Athletics | New York Yankees  | 0 - 4  |
| New York Yankees vincono la serie 3-0 |                   |                   |        |

National League
| Data                                     | Squadra di casa     | Squadra ospite      | Ris.  |
| ---------------------------------------- | ------------------- | ------------------- | ----- |
| 13/10                                    | Los Angeles Dodgers | Montreal Expos      | 5 - 1 |
| 14/10                                    | Los Angeles Dodgers | Montreal Expos      | 0 - 3 |
| 16/10                                    | Montreal Expos      | Los Angeles Dodgers | 4 - 1 |
| 17/10                                    | Montreal Expos      | Los Angeles Dodgers | 1 - 7 |
| 19/10                                    | Montreal Expos      | Los Angeles Dodgers | 1 - 2 |
| Los Angeles Dodgers vincono la serie 3-2 |                     |                     |       |

### World Series
| Data                                     | Squadra di casa     | Squadra ospite      | Ris.  |
| ---------------------------------------- | ------------------- | ------------------- | ----- |
| 20/10                                    | New York Yankees    | Los Angeles Dodgers | 5 - 3 |
| 21/10                                    | New York Yankees    | Los Angeles Dodgers | 3 - 0 |
| 23/10                                    | Los Angeles Dodgers | New York Yankees    | 5 - 4 |
| 24/10                                    | Los Angeles Dodgers | New York Yankees    | 8 - 7 |
| 25/10                                    | Los Angeles Dodgers | New York Yankees    | 2 - 1 |
| 28/10                                    | New York Yankees    | Los Angeles Dodgers | 2 - 9 |
| Los Angeles Dodgers vincono la serie 4-2 |                     |                     |       |

## Campioni
| World Series 1981 Los Angeles Dodgers Quinto titolo |

## Premi
- Miglior giocatore della Stagione

|    | Giocatore      | Squadra               |
| -- | -------------- | --------------------- |
| AL | Rollie Fingers | Milwaukee Brewers     |
| NL | Mike Schmidt   | Philadelphia Phillies |

- Rookie dell'anno

|    | Giocatore           | Squadra             |
| -- | ------------------- | ------------------- |
| AL | Dave Righetti       | New York Yankees    |
| NL | Fernando Valenzuela | Los Angeles Dodgers |

- Miglior giocatore delle World Series (ex aequo)

| Giocatore                           | Squadra             |
| ----------------------------------- | ------------------- |
| Ron Cey Pedro Guerrero Steve Yeager | Los Angeles Dodgers |